# زیره خیل
زیره خیل (به انگلیسی: Zira Khel) یک منطقهٔ مسکونی در پاکستان است که در پاکستان واقع شده‌است. زیره خیل ۸۴۲ متر بالاتر از سطح دریا واقع شده‌است.